# Eumorpha translineatus
Eumorpha translineatus är en fjärilsart som beskrevs av Rothschild 1894. Eumorpha translineatus ingår i släktet Eumorpha och familjen svärmare. Inga underarter finns listade i Catalogue of Life.

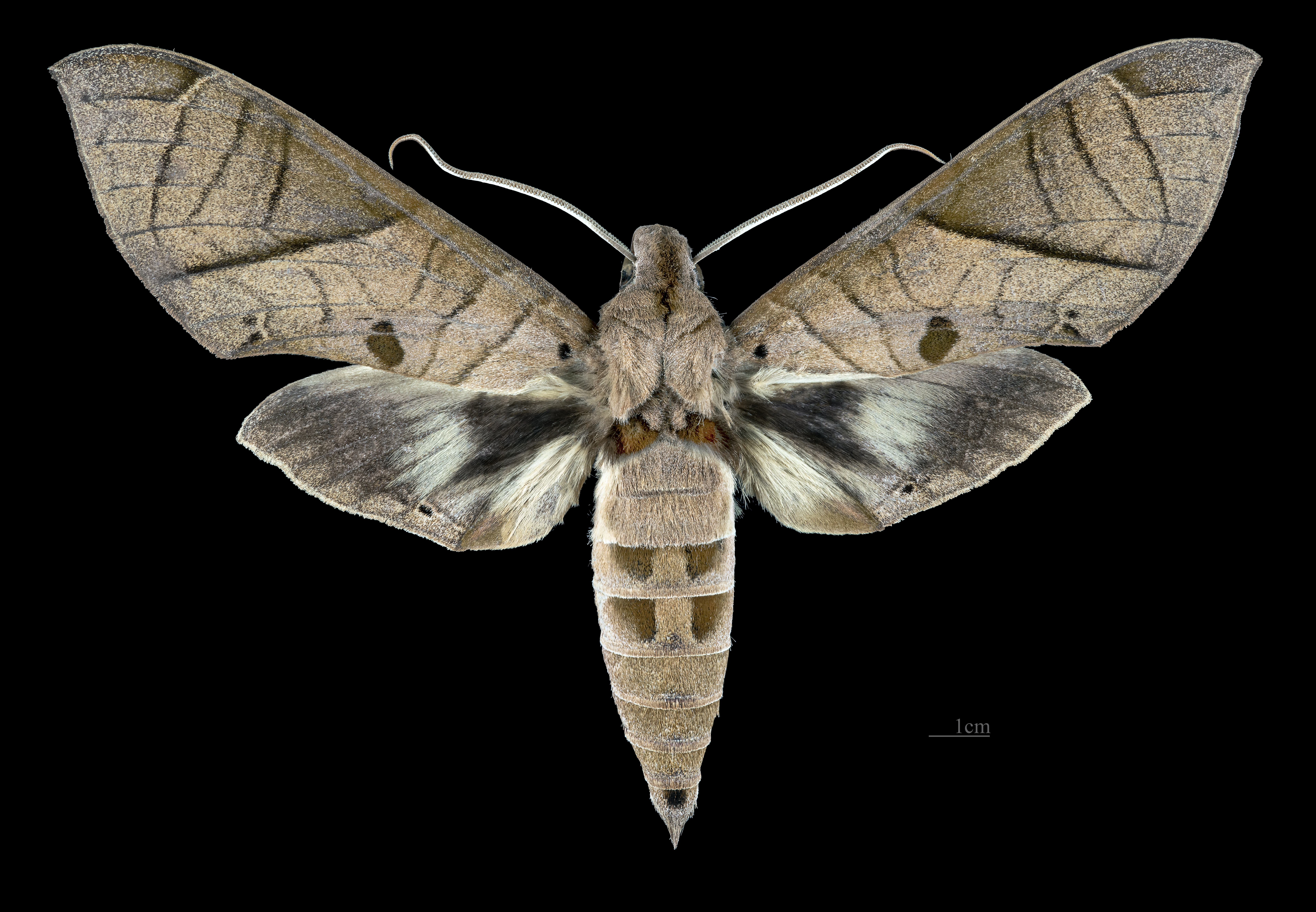
Eumorpha translineatus ♂
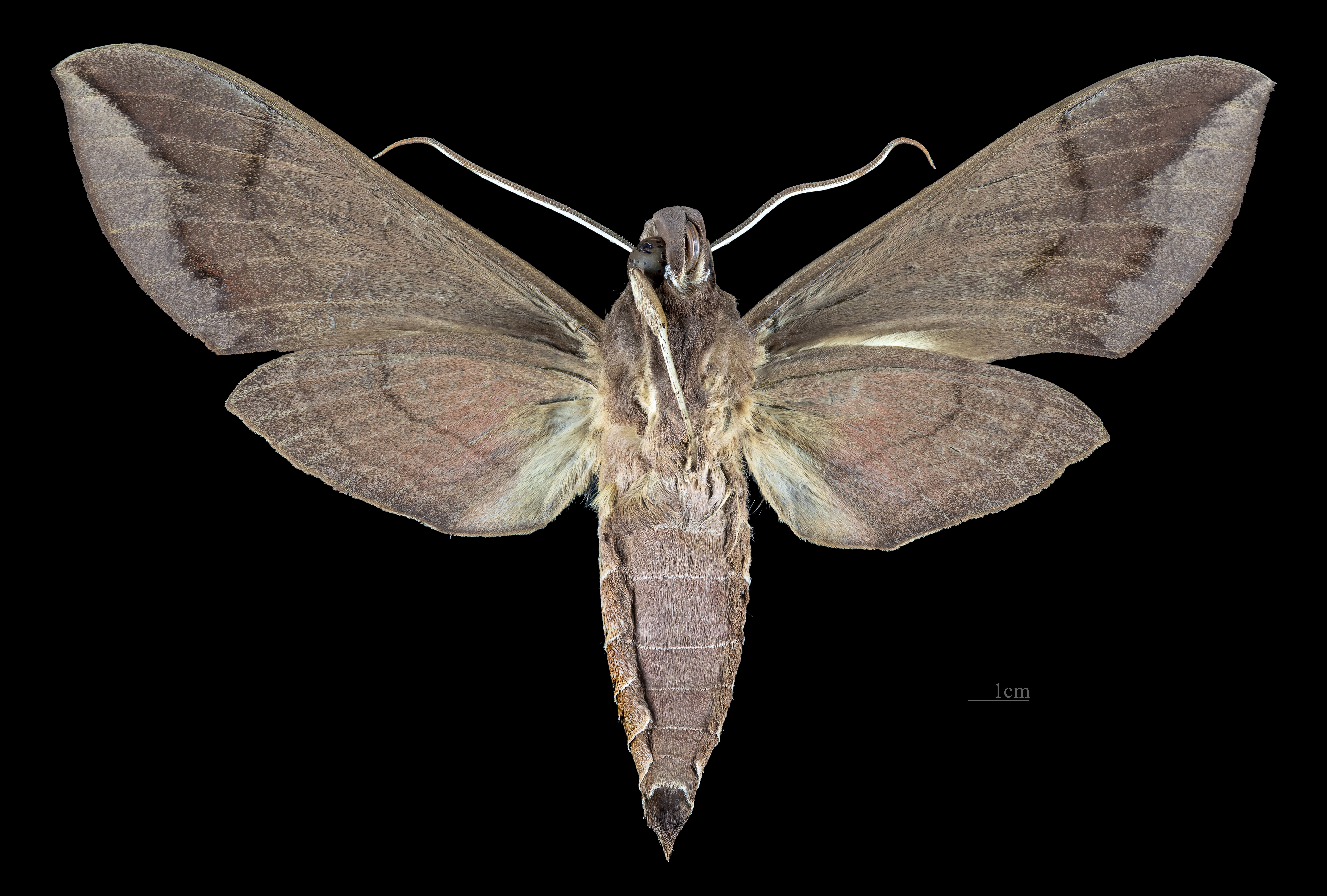
Eumorpha translineatus ♂   △